# Navarone Garibaldi
Navarone Garibaldi Garcia (Santa Monica, 1 de março de 1987) é um músico, cantor e instrumentista estadunidense. Ele é o vocalista da banda Them Guns. Garcia é filho de Priscilla Presley com Marco Garibaldi e meio-irmão de Lisa Marie Presley.

## Carreira
Garcia faz parte da Them Guns é uma banda de rock de Los Angeles formada pelos membros Garcia (guitarra/vocal), Kyle Hamood (guitarra/vocal/teclas), Bobby Vega (bateria) e Chuck Holiday (baixo). Santa Cruz Waves descreveu seu som como "... uma base de rock, um toque de surf / ska vocais e teclas funked out, um som para satisfazer os entusiastas do rock tradicional, alternativo e psicodélico ... nascido dos barris dessas armas."
Cita suas influências musicais como " Nine Inch Nails, Nirvana, Kings of Leon e bandas como Chemical Brothers ".
Nos Estados Unidos, Them Guns teve shows esgotados no The Viper Room, The Troubadour em West Hollywood e muitos outros locais de rock. Sua estreia no Reino Unido foi em 4 de abril de 2013, no The Kings Head Club em Hoxton, leste de Londres. Foi a primeira vez que o The Kings Head Club apresentou uma banda ao vivo e o show foi privado.

## Vida pessoal
Nasceu em 1º de março de 1987, na cidade de  Santa Monica, na Califórnia, da relação mais duradoura da atriz Priscilla Presley com o produtor, diretor e roterista brasileiro Marco Antonio Garcia, conhecido como Marco Garibaldi, de 1984 a 2006. Como sua mãe Priscilla era a ex-esposa de Elvis Presley, o escrutínio da mídia era frequentemente focado na família. A meia-irmã de Garcia era Lisa Marie Presley, filha única de Elvis.
É um amante de répteis e coleciona pítons reticuladas e monitores de água asiáticos. Em 15 de fevereiro de 2022, casou-se com Elisa Achilli, na Suíça.